# El Rebollar
El Rebollar este o arie protejată (arie specială de conservare — SAC, sit de importanță comunitară — SCI) din Spania întinsă pe o suprafață de 49.669,94 ha, integral pe uscat.

## Localizare
Centrul sitului El Rebollar este situat la coordonatele 40°21′18″N 6°37′17″W / 40.3549°N 6.6213°V.

## Înființare
Situl El Rebollar a fost declarat sit de importanță comunitară în ianuarie 1998 pentru a proteja 2 specii de plante și 26 de specii de animale. Situl a fost protejat și ca arie specială de conservare în septembrie 2015.

## Biodiversitate
Situată în ecoregiunea mediteraneană, aria protejată conține 19 habitate naturale: Păduri de Castanea sativa, Mlaștini turboase de tranziție și turbării mișcătoare, Păduri de Quercus ilex și Quercus rotundifolia, Pajiști uscate europene, Dehesas cu Quercus spp. perene, Pseudostepă cu ierburi și specii anuale de Thero-Brachypodietea, Păduri de pin mediteraneene cu pini mezogeni endemici, Păduri aluvionare cu Alnus glutinosa și Fraxinus excelsior (Alno-Padion, Alnion incanae, Salicion albae), Lacuri și iazuri distrofice naturale, Pante stâncoase silicioase cu vegetație casmofită, Lande oro-mediteraneene cu formațiuni endemice de grozamă, Lacuri eutrofice naturale cu vegetație de tip Magnopotamion sau Hydrocharition, Iazuri temporare mediteraneene, Liziere de ierburi înalte hidrofile de câmpie și de nivel montan până la alpin, Râuri cu maluri nămoloase cu vegetație de Chenopodion rubri p.p. și Bidention p.p., Formațiuni ierboase bogate în specii de Nardus, dezvoltate pe substraturi silicioase în zone montane (și în zone submontane, în Europa continentală), Păduri de stejar galițio-portugheze cu Quercus robur și Quercus pyrenaica, Pajiști umede atlantice temperate cu Erica ciliaris și Erica tetralix, Fânețe de joasă altitudine (Alopecurus pratensis, Sanguisorba officinalis).
La baza desemnării sitului se află mai multe specii protejate:
- plante (2): Festuca elegans, Veronica micrantha
- amfibieni (1): Discoglossus galganoi
- mamifere (11): liliac cârn (Barbastella barbastellus), lupul (Canis lupus), Galemys pyrenaicus, vidră de râu (Lutra lutra), râs iberic (Lynx pardinus), Microtus cabrerae, liliac cu urechi mari (Myotis bechsteinii), liliac cu urechi de șoarece (Myotis blythii), liliac comun (Myotis myotis), liliacul mare cu potcoavă (Rhinolophus ferrumequinum), liliacul cu potcoavă a lui méhely (Rhinolophus mehelyi)
- nevertebrate (7): croitorul mare al stejarului (Cerambyx cerdo), Coenagrion mercuriale, fluturele auriu (Euphydryas aurinia), Euplagia quadripunctaria, rădașcă (Lucanus cervus), Macromia splendens, Margaritifera margaritifera
- pești (4): Cobitis paludica, Cobitis vettonica, Pseudochondrostoma duriense, Rutilus alburnoides
- reptile (3): țestoasa de baltă (Emys orbicularis), Lacerta schreiberi, Mauremys leprosa

Pe lângă speciile protejate, pe teritoriul sitului au mai fost identificate 18 specii de plante, 10 specii de amfibieni, 11 specii de mamifere, 1 specie de nevertebrate, 2 specii de pești, 4 specii de reptile.